# Adilophontes
Genre
Adilophontes (qui signifie avec des ornements sur le corps ou sur les dents) est un genre fossile de la famille des Amphicyonidae, appelés communément « chiens-ours ». Adilophontes est originaire d'Amérique du Nord, où il vécut entre environ 24,8 et 20,6 millions d'années, durant l'Oligocène et le début du Miocène. Le genre Adilophontes n'est connu que par une seule espèce, A. brachykolos, identifiée grâce à deux gisements découverts à l'est du Wyoming,.

## Description
Adilophontes était un grand chien-ours pesant environ 70 kg, ce qui en ferait un animal plus grand que toutes les espèces de Hyaenodon. Issu d'un groupe endémique d'Amérique du Nord, il devait avoir les mêmes habitudes alimentaires que les créodontes, avec lesquels il devait probablement entrer en concurrence.